# 林翰
林翰（1878年—1925年）号西园，福建莆田城内田尾（今莆田市城厢区太平街）人，中国教育家、诗人。

## 生平
林翰生于清朝光绪四年（1878年）。10岁时，他能吟诗作对。17岁时，他参加县试获第一名。19岁时，他考取副贡。24岁时，他中壬寅科第五名举人。后来，他两度到北京应试，但均未考中进士。
在离开北京后，他和涂开榘、陈乃元、陈樵来往密切，于光绪三十年（1904年）清明节，以租用来的莆田城内顶务巷萧家祠堂作为教室，创办了莆田首家讲授新学的私立学堂——兴化砺青小学堂，林翰任堂长。
不久，林翰被官费派赴日本留学，入经纬学校学习法律。光绪三十二年（1906年），清政府再度废除科举。同年夏，林翰从日本毕业回到莆田，当时砺青小学堂正好同官立小学堂合并成立莆田官立砺青小学堂，迁往凤山寺（今东大路），林翰出任堂长。
后来，林翰再次到日本，入明治大学学习政治学。宣统三年（1911年），清学部会试留日学生，林翰获优等。1911年辛亥革命爆发，此后莆田官立砺青小学堂改称莆田县立砺青小学。
中华民国成立后，1912年，福建省临时议会成立，林翰当选议员，他还在福州兼任公立法政学校讲师。当时，中国同盟会的《侨南日报》编辑被杀，林翰被推举为福建省临时议会的代表之一，赴北京请愿。同年，他任北京临时参议院议员。民国2年（1913年），福建省议会成立，林翰当选为议长。
民国11年（1922年），北军经过莆田时，强征了几百名民夫，这些民夫被迫挑运物资抵达福州后，又被集中关在北军营地内，北军准备强迫他们继续挑运物资北上。林翰闻知此事后，同北军进行交涉，使这些民夫全部被释放。
民国14年（1925年）夏，林翰病逝于福州，享年47岁。其灵柩自福州经涵江运抵莆田安葬。

## 著作
说诗社发起人陈衍（石遗）为他编辑了诗集并作序，按其遗愿定名为《山与楼诗集》，由同乡陈翼才等人共同集资出版。